# Лапароскопска нефректомија
Лапароскопска нефректомија је минимално инвазивна хируршка метода за делеимчно или радикално уклањање оболелог бубрега. Може се комбиновати и са трансплантацијом бубрега или методом избора за надокнаду нарушене бубрежне функције. Осим што значајно побољшава квалитет живота болесника с хроничном бубрежном болести, лапароскопска неафрекатомија омогућава мањун трауму болесника бржи опоравак и значајне финансијске уштеде за друштво у целини.
Изводи се употребом лапароскопа (танких флексибилних цеви са хладним светлом, камером са пратећом видео опремом), и друге високософистициране опреме. У трбух, преткодно анестезираног пацијента, уводи се неколико хируршких инструмената, уз помоћ којих се на минимално инвазиван (безболан и недеструктиван) начин уклања оболео бубрег, или њеагов оболели део. а према потреби имплантира бубрег донора. Зато лапароскопска трансплантација бубрега све више добија на популарности. Лапароскопска нефректомија (вађење бубрега) може да се обавља само на живим, не и кадаверичним донорима, ако је намењен трансплантацији.

## Историја
- 2. августа 1869. — Густав Симон (Gustav Simon, 1824-1876), немачки хирург, извео је прву успешну нефректомију у Хајделбергу.[2] Пре прве хумане нефректомије Симон је оперативни захват изводио на експерименталним животињама. Након бројних истраживања на животињама он је доказао да преостали здрав бубрег може бити довољан за излачување мокраће и нормалан живот нефректомисаног болесника.
- 1878. — Кохер је обавио предњу трансперитонеалну нефректомију преко реза на средњој трбушној линији.
- 1881. — Морис је обавио прву нефролитотомију. Он је касније и дефинисао нефролитијазу, нефролитотомију, нефректомију, и нефротомију.
- 1884. — Велс је да би отстранио периренални фибролипом обавио прву парцијалну нефректомију.
- 1913. — Берг је први применио попречни трбушни рез у нефректомији због ниже учесталости перитонитиса и других абдоминалних компликација повезаних са предњим приступом.
- 1950. — Развој сигурних трбушне техника довео је до све чешће примене предњег приступа.
- 1963. — Робсон је описао значај радикалне нефректомије за успешно преживљавање болесника са карцинома бубрега.[3]
- 1990. — Климан је на Универзитету у Вашингтону обавио прву лапароскопску нефректомију.[4]

После ових открића требало је да прође још једна деценија, која је била неопходна за развоја лапароскопске оперативне технике у неким институцијама са одговарајућим искуства у области лапароскопске хирургије пре него што је ова метода широм света постала стандарда метода која је требало да замени радикалну нефректомију.

## Индикације
Ова операција је у савременој урологији једна од метода избора за уклањање оболелеог бубрега и спречавање ризика од настанка додатних компликација.
Постоје три главна разлога за ово:
- Нестабилни или делимично функционални бубрег (бубрега не ради правилно)
- Инфекција која проузрокује оштећење бубрега
- Рак бубрега

## Предности
Предности лапороскопске нефректомије чине следеће групе чинилаца:
Конфор болесника
- Смањење постоперативног боле (интензитета и дужине трајања)
- Смањење или потно одсуство постоперативне парезе цреваа што омогућава перорални унос већ након првих 24 часа после операција.
- Устајање из постеље истог дана након операције.
- Краћи боравак у болници.
- Брже враћање болесника свакодневним животним активностим.

Смањење морбидитета и морталитета
- Избегавање јатрогене трауме (као што су оштећења јетре, слезине и других паренхимних органа)
- Скраћено трајање операције, на рачун отварања и затварања трбуха.
- Смањен проценат постоперативног илеуса
- Избегавање јатрогене инфекције постоперативне ране.
- Смањен проценат тромо-емболијских догађаја.
- Смањен проценат плућних компликација.

Мањи трошкови лечења
- Краћи боравак у болници
- Мањи трошкови медицинског материјала и лекова.
- Мањи проценат постоперативних компликација.

Краће одсуствовање од свакодневних активности
- Мање умањење зараде због боловања и лечења
- Бржи опорак и брже враћање породићном животу и редовним радним активностима.

## Начин извођења
Захват се изводи у општој анестезији, и траје око три сата. На трбуху пацијента кроз 3 до 4 отвора приступа се унутрашњим органима. Кроз један од отвора уводи се лапаросцоп (танка цеви са хладним светлом и камером на врху) а кроз друге отворе уводе се хируршки инструменти и кроз највећи отвор (рез) на трбуху вади бубрег.